# Tablettierstempel

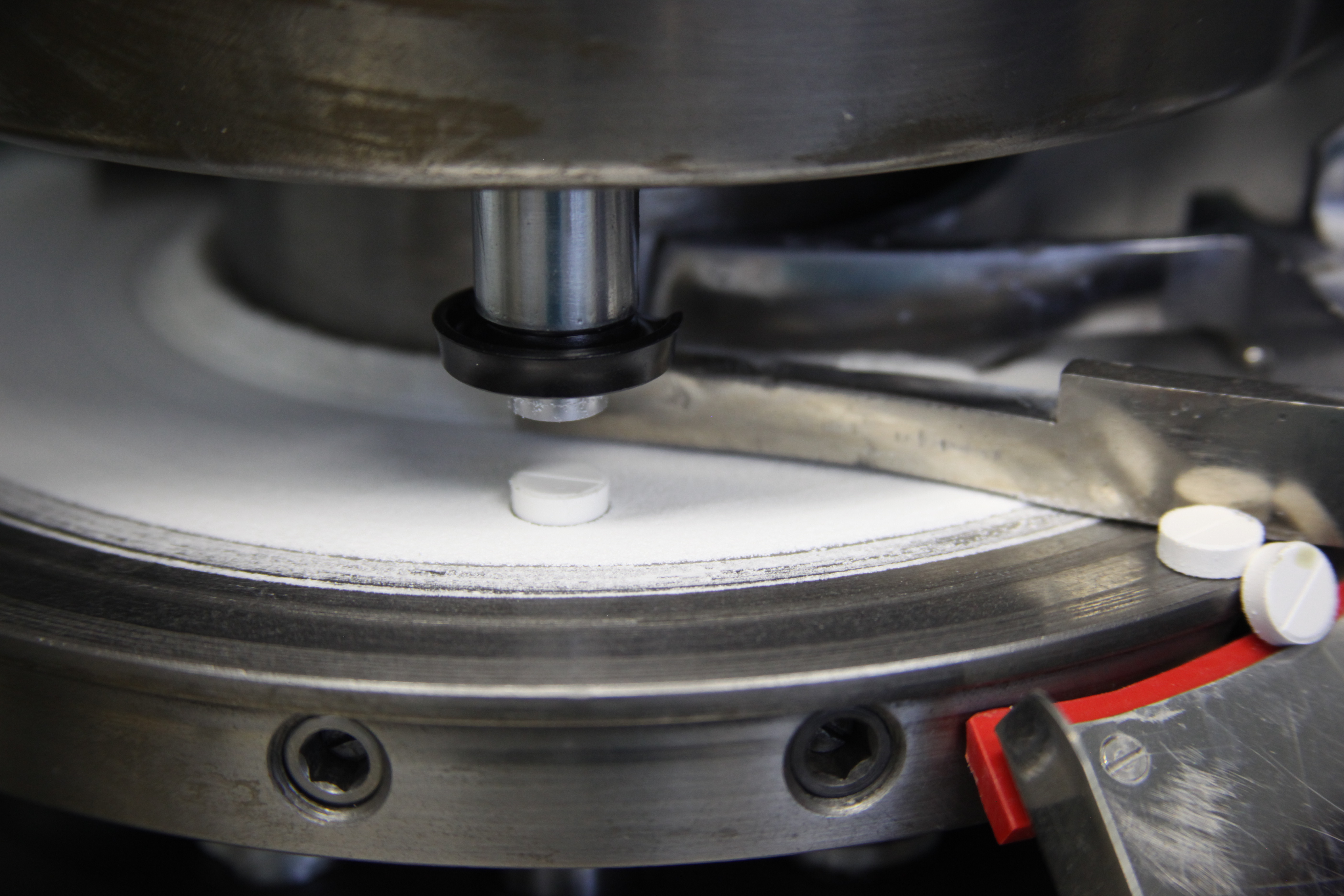
Oberstempel beim Rückzug nach dem Pressvorgang

Ein Tablettierstempel (auch: Tablettenstempel oder im entsprechenden Kontext kurz Stempel) ist ein Teil einer Tablettiermaschine bei der Herstellung von Tabletten. Ober- und Unterstempel bilden dabei zusammen mit der Matrize das Werkzeug der Tablettiermaschine. Der Stempelkopf ist dabei die geometrische Negativform der Tablettenober- oder -unterseite.

## Arbeitsweise
Bei einer Exzentertablettenpresse wird der obere Tablettierstempel (Oberstempel) von einem Exzenter bewegt. Durch Verstellen des Exzenters lässt sich der Pressdruck einstellen. Der untere Tablettierstempel (Unterstempel) befindet sich in der Matrize und begrenzt nach unten den Füllraum für das Tablettiergranulat oder -pulver. Mit dem Unterstempel wird das Volumen eingestellt. Nach dem Pressvorgang hebt er sich und schiebt den Pressling aus der Matrize, danach fällt er in die Ausgangsposition zurück. Die Tabletten haben typischerweise unterschiedliche Härten an Ober- und Unterseite.
Bei einer Rundläuferpresse wird die Bewegung sowohl des Ober- als auch des Unterstempels über Gleitbahnen reguliert. Die Einstellung des Pressdrucks erfolgt über Druckrollen und lässt sich für Ober- und Unterstempel regulieren, so dass beide Stempel am Pressvorgang beteiligt sind. Die Tablettenmasse wird von oben und unten zusammengeschoben. Die Tablettenhärte ist an Ober- und Unterseite etwa gleich.

## Kraft-Weg-Diagramm

Kraft-Weg-Diagramm für den Oberstempel einer Exzenterpresse (oben: erläuternde Darstellung zu den Stempelwegpositionen)

Der Verlauf des Pressvorgangs ist bedeutsam für die Tabletteneigenschaften. Er lässt sich durch die Aufzeichnung von Kraft-Weg-Diagrammen erfassen. Zu diesem Zweck werden Tablettenpressen durch das Anbringen von Kraft- und Wegmessern an den Stempeln oder anderen Maschinenteilen instrumentiert. Zur Messung des Stempeldrucks kommen Dehnungsmessstreifen oder piezoelektrische Kraftaufnehmer zum Einsatz. Die Wegänderung eines Stempels kann über die Änderung des Wechselstromwiderstandes in einer Induktionsspule gemessen werden.
Der Pressvorgang läuft in folgenden Phasen ab (siehe Abbildung): Der Oberstempel bewegt sich abwärts und schiebt ab dem Eintauchen in die Matrize (Eintauchpunkt {\displaystyle ETP}) zunächst das Tablettiergut weitgehend kraftlos zusammen (Vorkompression). Bei {\displaystyle S} setzt ein Kraftanstieg ein und das Granulat wird unter plastischer und elastischer Verformung komprimiert (roter Pfeil). Am tiefsten Punkt der Abwärtsbewegung des Stempels (Totpunkt {\displaystyle T}) ist der Pressdruck maximal ({\displaystyle M}). Der Stempel bewegt sich sodann nach oben, wobei der Pressling einen Teil der aufgenommenen Energie wieder abgibt, indem er sich zurückverformt (gelber Pfeil). Bei {\displaystyle A} hebt der Stempel vom Pressling ab und fährt ab da kraftlos nach oben. Die Flächen stellen dar:  {\displaystyle E_{2}} die für die plastische Verformung aufgebrachte Energie,  {\displaystyle E_{3}}  die für die elastische Verformung aufgebrachte Energie, die im Rahmen der Rückdehnung (syn. elastische Rückverformung, Relaxation, Dekompression)  an den Oberstempel zurückgegeben wird und {\displaystyle E_{1}={\frac {M}{2}}\ {(T-ETP)}-{E_{2}}-{E_{3}}}.
Aus den Flächenwerten bildbare Energieverhältniszahlen sind Kennzahlen für die Tablettierbarkeit.